# جیمز هیلتون
جیمز هیلتون (به انگلیسی: James Hilton) (۹ سپتامبر ۱۹۰۰ - ۲۰ دسامبر ۱۹۵۴) رمان‌نویس انگلیسی بود. از پرفروشترین کتاب‌های او که به فیلم نیز تبدیل شده‌اند می‌توان به افق گمشده (۱۹۳۳) و خداحافظ آقای چیپس (۱۹۳۴) اشاره کرد.

## زندگینامه
جیمز هیلتون در سال ۱۹۰۰ میلادی در لی واقع در لانکاشایر انگلستان زاده شد. او در دانشگاه کمبریج تحصیل کرد و خیلی زود به حرفهٔ نویسندگی روی آورد. نخستین رمان او با عنوان خود کاترین در ۱۹۲۰ منتشر شد. جیمز هیلتون نویسندهٔ موفقی بود و بسیاری از کارهای او تبدیل به فیلم‌های سینمایی شد. از قابل توجه‌ترین این آثار می‌توان به افق گمشده (۱۹۳۳) که جایزهٔ هاوثورندن را نیز در ۱۹۳۴ دریافت داشت و خداحافظ آقای چیپس (۱۹۳۴) اشاره نمود.
جیمز هیلتون در ۱۹۳۵ از انگلستان به ایالات متحده آمریکا مهاجرت نمود و در آنجا ساکن شد. او دو بار ازدواج نمود که هر دو منجر به جدایی شد. هیلتون در ۲۰ دسامبر ۱۹۵۴ بر اثر سرطان کبد در کالیفرنیا درگذشت.

## برخی از آثار
- ۱۹۲۰ - خود کاترین
- ۱۹۲۲ - گذرگاه طوفانی
- ۱۹۲۶ - علفزارهای ماه
- ۱۹۳۱ - و اینک خداحافظ
- ۱۹۳۳ - افق گمشده
- ۱۹۳۴ - خداحافظ آقای چیپس
- ۱۹۳۸ - برای تو آقای چیپس
- ۱۹۵۱ - سفر صبحگاهی
- ۱۹۵۳ - زمان و زمان دوباره